# كورموران سترايك
كورموران سترايك (بالإنجليزية: كورموران سترايك)هي سلسلة روائية في أدب الجريمة تحمل اسم شخصيتها الرئيسية كورموران سترايك من تأليف الكاتبة البريطانية ج. ك. رولينج والتي نُشرت تحت اسمها المستعار روبرت جالبريث. تقتفي الرواية أحداث القضايا العديدة التي حقق فيها المحقق الخاص سترايك ومساعدته روبن إيلاكوت.
أُعلِن في العاشر من ديسمبر عام 2014 أن الرواية ستتحوّل إلى مسلسل تلفزيوني لقناة “بي بي سي ون”. في عام 2016
وتقرر أن الممثل توم برك سيلعب دور كورموران سترايك.

## الحبكة
كورموران سترايك محقق خاص ورجل تحرياتٍ سابق في (فرع التحريات الخاص) والابن غير الشرعي لمغني روك مشهور بسبب علاقته بمعجبةٍ سيئة السمعة. فقد سترايك جزءًا من رجله في تفجيرٍ بأفغانستان وفي عام 2010 يظهر بأنه مفلس ويطالبه وكيل أعمال والده بدفع المال الذي اقترضه لينشئ مكتبه.
تدور أحداث الكتاب الأول حول جون بريستو وهو أخو عارضة الأزياء لولا لاندري بالتبني، وتوظيفه لسترايك في قضية سقوطها من شرفتها قبل ثلاثة أشهر. يطلب بريستو من سترايك أن يحقق في انتحار أخته المزعوم. وكذلك يلتقي سترايك بروبن إيلاكوت والتي أُرسِلت لتكون سكرتيرته المؤقتة بالرغم من إنه بالكاد يقدر على تحمّل أتعابها. وقد عُقِد قران روبن للتو بصديقها ماثيو وتقرر أن يكون حفل زفافهما في وقت لاحق من ذلك العام. وبالرغم من أن سترايك يوظفها لأسبوعٍ واحد إلا أنها تثبت أنها أكثر كفاءةً مما توقّع وينتهي به المطاف إلى تمديد توظيفها.
وعند نهاية الكتاب الأول وقبل أن تغادر روبن لوظيفتها التالية، يقدّم لها سترايك فستانًا حريريًا أخضرًا قد جرّبته من قبل وأعجبها حين ذهبا للبحث عن معلومات من متجر فساتين كانت ترتاده لولا وبذلك يقرر الاثنان في النهاية على استمرار روبن في عملها هذا.
أما الكتاب الثاني فيتحدث عن ليونورا كواين والتي أقبلت إلى سترايك تتوسّل إليه أن يعثر على زوجها الكاتب الشهير أوين كواين والذي قد اختفى دون أي أثر. عانى كواين لسنوات ليعيد النجاح الذي لاقته روايته الأولى وأصبح منسيًا بين الجماهير بعد أن كان مرُحّبًا به كأحد ثوار الأدب الأوائل التي تمثَّل ثورته كثورة موسيقى البنك روك في عالم الأدب. ويكتشف سترايك بأن اختفاء كواين يتزامن مع تسريب نص روايته الأخيرة بومبكس موري (بالإنجليزية: دودة القز) (الاسم العلمي لدودة القز). ويعتبر المجتمع الأدبي بلندن أن هذه الرواية غير لائقة للنشر حيث أنها مزيج شنيع من الاغتصاب والسّادية والتعذيب وجماع الأموات وأكل لحوم البشر، فبطل الرواية تخدعه شخصيات مختلفة وتأكله حيًا وهذه الشخصيات تمثّل إستعاراتٍ مبطنة لأناس يحمّلهم كواين مسؤولية القضاء على مهنته.
أما الكتاب الثالث فتدور أحداثه عن روبن وكيف استلمت طردًا من ساعٍ ما يحتوي على رجل امرأة مبتورة وتضمّن الطرد رسالة كُتِب فيها مقطعٌ من أغنية (سيدة ملح السلمون: فتاة الجير) لفرقة بلو أويستر كلت، وهو المقطع ذاته الذي تحمله أم سترايك كوشم على أُربيّتها. هذا ما جعل سترايك يخبر الشرطة بأنه يعتقد أن الطرد قد أرسله شخص يكنّ له ضغينةً من الماضي.

## الشخصيات

### الأبطال
- كورموران بلو سترايك جندي محنّك من حرب أفغانستان ورجل تحرياتٍ سابق في (فرع التحريات الخاص) والذي سُرّح من الخدمة العسكرية لفقدانه نصف رجله في تفجير بقنبلة وبذلك قرر الرحيل قبل أن يصيبه الجنون وبعدها أصبح محققًا خاصًا. يظهر سترايك في بداية السلسلة أن لديه عددًا من الزبائن ومدينًا بالمال ولكنه يصبح مشهورًا بعد أحداث الكتاب الأول بل ويصبح أكثر نجاحًا من خلال توليه لحالات طلاقٍ وأعمال بين الحين والآخر وكذلك من خلال أحداث الكتب التالية. أما والده فهو جون ركبي، مغني الروك المعروف غير أنّ كورموران هو نتيجة علاقة محرمّة خارج إطار الزواج وتكاد لا تربطه أي علاقة بوالده.
- روبن فينيتيا إيلاكوت مساعدة سترايك وسكرتيرته. بالرغم من أنها كانت ستعمل لحساب سترايك لأسبوع واحد فقط في بادئ الأمر إلا أنها أثبتت أنها أكثر كفاءةً من المتوقع مما جعلهما يمددان مدة عملها في نهاية المطاف. روبن تحب عمل التحقيق بشغف كما أنها ذكية جدًا وكفؤ لذلك دفع سترايك ما بين الكتاب الثاني والثالث تكاليف التحاقها بدورةٍ في التحقيق الجنائي. تنوي روبن الزواج من صديقها ماثيو كنليف. وقد تبيّن في الكتاب الثالث أن روبن وقعت ضحية للاغتصاب وحاولت ارتكاب جريمة قتل مما أدى إلى انسحابها من الجامعة، لذلك فهي حسّاسةٌ للغاية بشأن الجرائم الجنسية، وهذا ما جعلها تأبى التوقف في التحقيق مع نويل بروكبانك، وهو واحد من الأشخاص المُشتبه بهم، عندما اكتشفت أنه قد كان يعتدي جنسيًا على ابنة صديقته.

### الشخصيات الثانوية
- لوسي سترايك هي أخت كورموران سترايك لأمه. يحضر سترايك في الرواية الأولى حفلة عيد ميلاد ابنها.
- جوني روكبي هو والد سترايك ومغني البوب المشهور، والذي قابله مرتين فقط طوال حياته. وقد تطلب إجراء فحص الحامض النووي لإثبات أبوة جون لسترايك.
- ليدا سترايك هي أم كورموران الراحلة، والتي كانت أحد المعجبات بجوني روكبي. ماتت بفعل جرعة زائدة من الهيروين عندما كان سترايك بسن العشرين. وقد شكّ سترايك بأن لزوج أمه علاقة بموتها إلا أن لا أحد آخر تقريبًا يوافقه الرأي.
- شارلوت كامبل هي خطيبة سترايك السابقة والتي كانت ثرية ومتقلبة المزاج. كانت علاقتها بسترايك متقطعة لأكثر من عقد حتى أنهى سترايك خطبتهما نهائيًا في الليلة التي تسبق أحداث الرواية الأولى.
- ماثيو كنليف هو خطيب روبن ويعمل محاسبًا وقد تقدّم لطلب يد روبن للزواج في بداية الرواية الأولى. لا يؤيد كنليف عمل روبن لحساب سترايك حيث أنه يعتبره ذا شخصية مريبة.
- ألكسندر روكبي هو أخو سترايك لأبيه وهو الفرد الوحيد الذي يتواصل معه من عائلة أبيه.

### نداءالوقواق
- لولا لاندري (بريستو) هي عارضة أزياء محترفة تبلغ من العمر23 عامًا والتي قد توفيت نتيجة سقوطها من الشرفة قبل ثلاثة أشهر من أحداث الرواية. يهدف تحقيق سترايك إلى تحديد كيف ماتت لولا حيث أن الحكم الرسمي للقضية كان الانتحار إلا أن تم توظيفه لإثبات بأنها كانت جريمة قتل في الحقيقة.
- جون بريستو هو أخو لولا لاندري بالتبني وعميل سترايك والذي يعمل لتوني لاندري في شركة محاماة ضخمة.
- تشارلي بريستو هو أخو جون بريستو وصديق سترايك أيام الصبا والذي توفي نتيجة سقوطه في مصيدة عندما كان عمره يقارب ال9 أو 10 سنوات وكان يكبر لولا لاندري ب6 سنواتٍ تقريبًا.
- أليسون كريسويل هي فتاة تواعد جون بريستو وتعمل سكرتيرة لتوني لاندري وسايبريان ماي.
- توني لاندري هو خال لولا وجون والذي استنكر أسلوب حياة لولا.
- ليدي إيفيت لاندري بريستو هي أم لولا وجون بالتبني وخلال أحداث الرواية تصاب بمرضٍ عُضال كما أن علاقتها بلولا كانت متوترة.
- السير أليك بريستو هو زوج ليدي بريستو والذي قد انشأ شركة الكترونيات تدعى ألبريس. كان السير أليك عقيمًا لذا لم يكن بإمكانه إنجاب أية أطفال وقد تبنى هو وليدي بريستو 3 أطفال وهم: جون وتشارلي ولولا بريستو التي تم تبنيها عندما كانت في الرابعة من عمرها بُعيْد وفاة تشارلي. تُوفِي السير أليك بنوبة قلبية مفاجئة.
- سايبريان ماي هو الشريك الرئيسي في شركة المحاماة التي يعمل فيها جون بريستو.
- أورسولا ماي هي أخت تانسي بيستيجي وزوجة سايبريان ماي.
- إيفان دفيلد هو ممثل ذو مشاكل عديدة مع المخدرات وهو صديق لولا الذي ينفصل عنها ويعود إليها بين الحين والآخر. تشاجر إيفان مع لولا قبل وفاتها وقد كان المشتبه به الرئيسي في وسائل الإعلام عند وفاتها إلا أن كثيرًا من الشهود أكدوا حجة عدم تواجده في موقع الجريمة.
- روتشيل أونيفيد هي صديقة لولا المشردة والتي تعرفت عليها من إحدى العيادات الخارجية.
- جاي سوميه هو مصمم أزياء لولا وهو الذي يناديها ب«كوكو»، الاسم الذي ورد في عنوان الرواية. جاي شاهد فطِن وقد كان في طوكيو في الأسبوع الذي شهد موت لولا.
- ديبي ماك هو مغني راب والذي كان من المفترض أن ينتقل إلى الشقة المتواجدة أعلى شقة لولا في ليلة وفاتها.
- كييران كولوفاس-جونز هو سائق لولا الخاص والذي يتطلع إلى أن يكون ممثلًا مشهورًا.
- كيرا بورتر هي عارضة أزياء وإحدى صديقات لولا.
- فريدي بيستيجي هو منتج أفلام وجار لولا والذي يشتهر بأنه صعب الإرضاء ومن الصعب التواصل معه أيضا. هو وزوجته حاليًا يتمّان اجراءات الطلاق.
- تانسي بيستيجي هي زوجة فريدي وأخت أورسولا ماي وشاهدة رئيسية حيث أنها ادّعت تانسي بأنها سمعت مصادفةً بعض الأحداث التي دارت ليلة وفاة لولا ولكن معقولية ما أدلت به يسبب مشكلة لسترايك والشرطة.
- برايوني رادفورد هو خبير التجميل الخاص بلولا وهو واحد من الأشخاص الذي تقابلهم في يوم وفاتها.
- مارلين هيجسون هي أم لولا البيولوجية والتي تبيع قصصها لدور النشر متى ما سنحت لها الفرصة وظروفها المادية اسوأ بكثير من عائلة لولا بالتبني وقد انجبت ولدين بعد لولا إلا أن لولا لم تعر اهتمامًا لمساعدة أمها في العثور عليهم بعد أن قام برنامج الخدمات الاجتماعية باخذهما عن أمهما.
- جوناه أجايمن هو أخو لولا البيولوجي والذي انضم للجيش البريطاني في افغانستان. كان من المفترض أن يلتقي بلولا لأول مرة ليلة وفاتها.

### دودة القز
- أوين كواين هو مؤلف قد أُشيد به ككاتب رائد وواحد من أوائل ثوار الأدب.عبثًا أمضى كواين عقودًا يحاول إعادة النجاح الذي لاقته روايته خطيئة هوبارت ولكن دون جدوى. ويُعتبر كواين نرجسيًا ومتزعزعًا لأبعد الحدود ولكن الشيء الوحيد الذي يجعلهم يطيقونه هو شبح الإمكانات غير المستغلة لأعماله. يظهر كواين في روايته بومبكس موري على أنه المؤلف الطموح بومبكس الذي لا يختلف اثنان على عبقريته الفذة إلا أنه لم يعط حقه من التقدير والاعتراف مما دفعه إلى البحث عن من يتخذهم مُثُله العليا غير أنه يكتشف بأنهم يسعون لاستغلاله والاعتداء عليه قبل أكله حيًا.
- ليونورا كواين هي زوجة أوين كواين والمشتبه بها الرئيسية في قضية جريمة القتل والتي تقضي جلّ وقتها في رعاية ابنتها المتخلفة عقليًا أورلاندو. وتظهر ليونورا في رواية كواين على أنها شيطان على هيئة امرأة بشعة تُدعى سوكوبا والتي تستعبد بومبكس وتقوم باغتصابه مرارًا وتكرارًا.
- كاثرين كنت هي صديقة كواين ومؤلفة أدب فنتازيا مكشوف والذي رفضت دور النشر بلندن نشر معظمه. صُوّرت كاثرين في الرواية على أنها امرأة جميلة ذات عاهة بشعة تدعى هاربي. هذه العاهة تمثّل استعارة قاسية لمرض سرطان الثدي.
- بيبّا ميدجلي هي امرأة متحولة جنسيًا تخضع لعلاج ما قبل جراحة تغيير الجنس والتي أصبحت متيّمة بحب كواين بعد أن درّسها مادة عن الكتابة الإبداعية، أمّا كواين فقد ألهمته قصة بيبّا الشخصية لترابطها مع روايته الأصلية وقد صوّرها بأنها عبدة تدعى إيبوكوين عند هاربي والتي تحاول التحرر من قبضتها مع بومبكس الذي يستجيب معها بشكل إيجابي حتى تبدأ بالغناء والإفصاح عن حقيقة أنها متحولة جنسيًا مما يسبب لكواين الرعب.
- إليزابيث تاسل هي كاتبة فاشلة والتي أصبحت وكيلة أدبية. تقطن إليزابيث وكذلك تعمل على هامش مجتمع لندن الأدبي الذي تكنّ له مقتًا شديدًا والذي تعبّر عنه من خلال ممارسة التنمّر على موظفيها. تظهر إليزابيث في رواية كواين على أنها شخصية تدعى ذا تيك، وهي امرأة طفيلية تقوم بصقل موهبة بومبكس حتى تستغله استغلالًا كاملًا.
- جيري والدجريف هو محرر كواين الصبور وهو أحد الأشخاص القلة الذين هم على استعدادٍ لتحمله بالرغم من أن سمعته تدمرت بسبب تصرفات كواين مما أدى إلى انهيار زواجه ولجوئه إلى الإدمان على الكحول. وقد صُوّر في رواية كواين على أنه مخلوق ذو قرن يشبه الترول يدعى ذا كتر والذي يدمّر أعمال بومبكس بكل همجية كما يحمل هذا المخلوق كيسًا ملطخًا بالدماء بداخله جنين مجهض ويحاول إغراق المخلوقات الأخرى.
- مايكل فانكورت هو أحد ثوار الأدب الأوائل والذي استمر ليصبح مؤلفًا تتصدر كتبه قائمة الكتب الأكثر مبيعًا. يؤكد فانكورت أن الأدب هو شكل من أشكال الفن ولكنه لن يُعتبر فنًا إلا إذا كان يثير تساؤلات اجتماعية لكن هذا ليس إلا عذرًا لآرائه المشحونة بالبغض تجاه النساء كما يظهر فانكورت في رواية كواين على أنه مؤلف مشهور ومَثَل بومبكس الأعلى يدعى فاينجلوريَس الذي تبيّن بأنه نصّاب يقوم بتعذيب زوجته إيفيجي ليشحن إبداعه ويصنع من ألمها فنًا.
- دانييل تشارد هو رئيس دار روبر تشارد للنشر بلندن والمتخصصة في نشر الأدب الحديث. يفتقر تشارد للمهارات الاجتماعية ويُحتمل بأن تكون لديه ميول مستترة للشذوذ الجنسي ويظهر في رواية كواين على أنه رجل يدعى فالوس إمبدكس يقوم بقتل الكتّاب وسرقة مواهبهم بل ويغتصب جثثهم بقضيبه السقيم.
- ريتشارد أنستس هو محقق في شرطة العاصمة وقد كان متورطًا في الحادثة التي فقد فيها سترايك رجله. يعتبره سترايك محققًا بارعًا ولكنه يفتقد للخيال.
- أورلاندو كواين هي ابنة كواين المتخلفة عقليًا وهي الشخص الوحيد في حياته الذي لم يكتب عنها في روايته «بومبكس موري» مما يعني أنها الشخص الوحيد الذي يهتم به حقَا.
- نينا لاسيلز هي محررة بدار روبر تشارد للنشر والتي تساعد سترايك في الحصول على نص رواية بومبكس موري.
- جو نورث هو كاتب أمريكي وصديق كواين وفانكورت والذي مات جراء إصابته بمرض الإيدز أثناء كتابته لتجربته مع هذا المرض. وقد أصبح المنزل الذي توفي فيه نورث مسرح جريمة قتل كواين بعد أن كان مهجورًا لعشرين سنة.
- كريستيان فيشر هو محرر في دار نشر متخصصة والتي سرّبت نص رواية بومبكس موري.
- دومينيك كلبيبر هو صحفي بإحدى الجرائد ومقتنِص للفرص والذي يعيّن سترايك ليعثر على أدلة تثبت أن الأثرياء وأصحاب السلطة يمارسون أعمالًا غير مشروعة. وقد عبّر عن دهشته عندما عرف أن سترايك لا يلجأ لاختراق الهواتف المحمولة لكي يحصل على الأدلة.
- شارلوت روس هي حبيبة سترايك السابقة والتي كانت علاقته بها متقطعة. وقد ارتبطت شارلوت برجل آخر بعد انفصالها من سترايك إلا أنها لا تزال تسخر منه عن بُعد.

### مهنة الشر
- دونالد لاينج هو عدوٌ قديم لسترايك والذي قام بملاكمته أيام الجيش وعندما أدرك بأنه يخسر النزال قام لاينج بعضّ وجه سترايك مما أدى إلى معاقبته وبالرغم من ذلك فإن لاينج لديه أسلوب ساحر قادر على إقناع الآخرين بأنه ذو شخصية صالحة إلا أن سترايك اكتشف بأنه يعتدي جسديًا على زوجته وطفله فانتهى المطاف بلاينج إلى اعتقاله وإدانته ولهذا شكّ سترايك بأنه هو الذي قام بإرسال الرجل المبتورة انتقامًا لما فعل به.
- نويل بروكبانك هو رائد سابق من بلدة بارو إن فيرنس البريطانية والذي خدم في حربي الخليج والبوسنة قبل أن يصبح عدوًا قديمًا لسترايك هو الآخر. تزوج بروكبانك من أرملة أحد زملائه والتي كان لديها فتاتان صغيرتان. وعندما كانت الفتاة الأكبر بعمر 12 سنة اخبرت أحد صديقاتها بالمدرسة أن زوج أمها يعتدي عليها جنسيًا ويهددها وعندما قاوم بروكبانك الاعتقال ضربه سترايك في رأسه فتسبب له بإصابة خطيرة في الدماغ حيث أن لديه كسرًا قديمًا في الجمجمة مما جعله يتظاهر بالجنون بعد ذلك، فقد أخبر ابنة زوجته أثناء فترة الاعتداء أنه حاول قطع رجلها بالمنشار ولكن ووفقًا لسترايك فإن رجلها قد علقت في أسلاك شائكة مما سبب لها ندبة شبيهة بالندبة الموجودة على الرجل المبتورة وهذا ما جعله يشك في أن بروكبانك هو الذي أرسلها. لم يُحاكَم بروكبانك على فعلته وإنما تم استبعاده من الخدمة العسكرية.
- «ديجر» مالي هو رجل عصابات محترف والذي ارتكب جريمة قتل وقام بارسال جزء من الجثة في السابق مما جعل سترايك يشك فيه. وقد كشف سترايك عن الدليل الذي أدى إلى زجّ مالي في السجن في مهمة مشتركة مع شرطة الأخلاق للقبض على عصابة مهربي مخدرات إلا أن سترايك يعتقد بأن مالي لا يعلم بأنه السبب وراء اعتقاله وادانته حيث أن سترايك قد قدم الدليل بشكل مجهول. كما أن الشرطة اكتشفت بأن مالي كان في أسبانيا في الوقت الذي أُرسلت فيه الرجل المبتورة مما جعلهم يستبعدونه من التحقيق.
- جيف ويتاكر هو زوج أم سترايك والذي يكبره بسنوات قليلة والذي تزوج ليدا فقط لأنها كانت مشهورة وقد حِسب أن لديها ثروة طائلة واقنعها بتضمينه في وصيتها وبعد وفاتها عام 1994 اتُهم ويتاكر بقتلها إلا أنه تم اثبات براءته ولكن لا يزال سترايك و«شانكر» مقتنعان بأنه هو القاتل مما جعل سترايك يشك بأنه الشخص الذي أرسل الرجل المبتورة.
- شانكر هو شريك سترايك في السكن وهما في نفس السن تقريبًا وقد احتوته أم سترايك بعد أن وجدته في إحدى قنوات المجاري يتاجر بالمخدرات الممنوعة. يملك شانكر وجهًا مشوهًا وينادي سترايك ب«بنسن» وكذلك يكره ويتاكر وهو على استعداد لمساعدة سترايك وروبن مقابل المال، حيث أنه ساعد سترايك بتتبع ويتاكر وقبض لاينج وكذلك إيصاله إلى يوركشاير لحضور حفل زفاف روبن.
- واردل هو أول محقق في الشرطة يتولى قضية الرجل المبتورة والذي ظلت علاقته بسترايك ودية بعد الروايتين السابقتين. ترك واردل العمل بعد وفاة أخيه المفاجئ في حادث سيارة واستُبدِل بالمحقق الذي كان مسؤولًا عن قضية لولا لاندري.